# Харпер, Стив
Сти́вен А́лан (Сти́ви) Ха́рпер (англ. Stephen Alan "Steve" Harper; родился 14 марта 1975 года в Изингтоне, графство Дарем) — английский футболист, вратарь.

## Клубная карьера
Харпер вырос в деревне Изингтон. Он интересовался футболом с детских лет и был болельщиком «Ливерпуля» с вратарём Брюсом Гроббеларом, являвшимся его кумиром.
«Энфилд» стал первым стадионом, который посетил Стивен и где впервые увидел своими глазами игру «Ливерпуля». Харпер учился в общеобразовательной школе Изингтона.
Ему также предлагали место в ливерпульском университете имени Джона Мурса.

### «Ньюкасл Юнайтед»
В 1993 году Стивен присоединился к «Ньюкасл Юнайтед» из молодёжного клуба «Сиэм Ред Стар». Стиви был взят в состав «сорок» в качестве резервного вратаря Павла Срничека.
В 1995 году в «Ньюкасл» пришёл ещё один вратарь — Шака Хислоп, а Харпер был отдан в аренду «Брэдфорд Сити», вплоть до 1998 года Стивен неоднократно на условиях аренды на короткий срок переходил в различные английские клубы, однако в конце концов остался в «Ньюкасле» на постоянной основе. В том же 1998 году команду покинули Срничек и Хислоп, а основным вратарём стал не Харпер, а Шей Гивен, приобретённый в 1997 году руководством «Юнайтед».
Приход на пост главного тренера Рууда Гуллита положительно сказался на Стивене, он впервые дебютировал за основной состав «Ньюкасла» 28 ноября 1998 года в матче Премьер-лиги против «Уимблдона». Заменив Гивена в перерыве матча, Харпер отстоял на ноль в своём первом матче.
Гуллит стал всё больше доверять место в воротах Харперу. Он сыграл 7 матчей в чемпионате Англии 1998/99 и ещё один в финале Кубка Англии 1999, где «Ньюкасл» проиграл со счётом 2:0 «Манчестер Юнайтед». Казалось, что Харпер станет основным вратарём «сорок», но начале следующего сезона Гуллит был отправлен в отставку, а ему на смену пришёл один из наиболее опытных британских тренеров, бывший наставник сборной Англии сэр Бобби Робсон.
«Я не играл некоторое время… И вот ты идёшь вдоль, пожимая руки, и думаешь: „Это Павел Недвед, а это Дель Пьеро“, — и ревёт музыка Лиги чемпионов».
Харпер стал вновь резервистом Гивена, хотя, когда второй получил травму, Стивен сыграл 29 игр в составе, включая матчи на Кубка УЕФА. Но Гивен восстановился от травмы и вновь прочно занял место в составе. В дальнейших 6 сезонах Харпер сыграл всего 23 игры в составе «чёрно-белых»
В 2002 году Стивен дважды вышел в основном составе команды на матч Лиги чемпионов. Первой из них стала встреча на «Сент-Джеймс Парке» против «Ювентуса», чемпиона Италии. Харпер сумел сохранить свои ворота в неприкосновенности, и «Ньюкасл» победил 1:0.
В течение длительного времени Харпер почти не играл в первом составе и выразил желание, чтобы его выставили на трансфер, ссылаясь на отсутствия игрового времени. Появилось несколько сообщений об интересе ряда английских и шотландских клубов к Стивену, но Харпер всё же остался в команде.
В июне 2006 года Стивен вновь попросил выставить его на трансфер, но Гленн Рёдер, тогдашний тренер «Ньюкасла», попытался убедить Харпера остаться в клубе. После этого Стивен подписал новый контракт до июня 2009 года. В начале сезона 2006/07 Гивен получил травму. Это дало ещё один шанс Харперу проявить себя. Тем не менее начало у Стивена не задалось: 20 сентября 2006 года «сороки» проиграли 0:2 «Ливерпулю». В этом матче Стивен пропустил гол с 60 метров от Хаби Алонсо. Это была первая игра Харпера за 15 месяцев. Несмотря на эту неудачу, Харпер провёл несколько великолепных матчей, один из них — против «Манчестер Сити» в начале ноября 2006. Харпер получил ещё одну возможность в конце сезона после того, как Гивен получил третью травму. Главным событием сезона для Стивена стал матч против «Челси», где он сохранил свои ворота в неприкосновенности и сделал несколько сейвов.

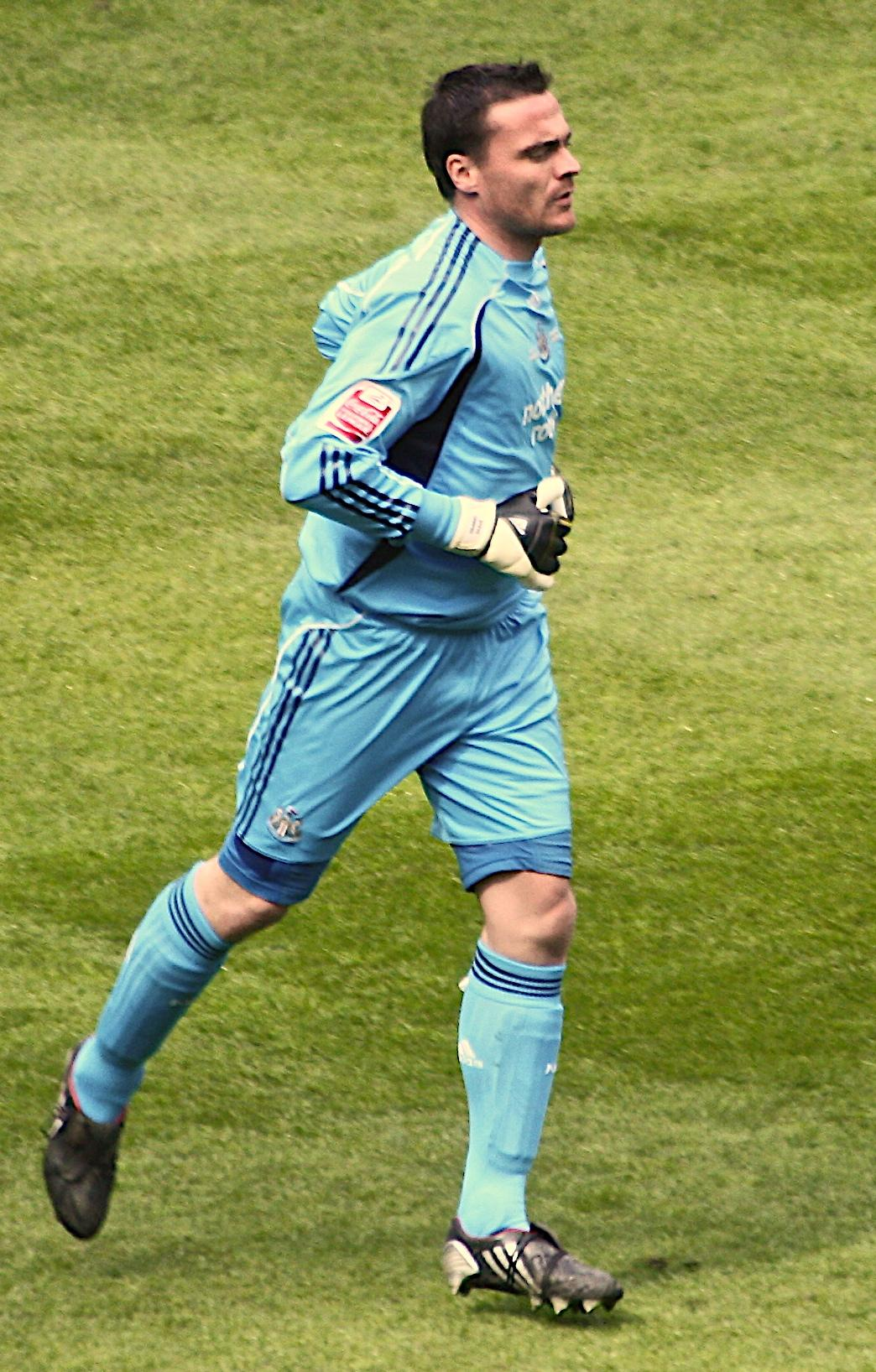
Стивен Харпер 24 апреля 2010 года в матче против «Ипсвич Таун».

26 июля 2007 года Харпер вышел на замену в товарищеском матче против «Селтика» и сыграл на позиции нападающего. Харпер продолжал играть в качестве основного вратаря «Ньюкасла» в начале чемпионата 2007/08 под руководством нового тренера Сэма Эллардайса. В то время, как Шей Гивен восстанавливался от травмы паха, а другой вратарь, молодой Тим Крул, на правах аренды перешёл в «Фалкирк», Харпер сыграл в 19 играх, шесть раза оставив свои ворота «на замке». После серии хорошо проведённых игр появились сообщения о том, что «Ливерпуль» хочет подписать Харпера в качестве резервиста Хосе Мануэля Рейны. Главный тренер «Ньюкасл Юнайтед» Кевин Киган заявил о своих намерениях сохранить Харпера. После этого Стивен Харпер подписал новый контракт с «сороками» в январе 2009 года сроком на 3,5 года.
Во время трансферного окна того же месяца Шей Гивен перешёл в «Манчестер Сити», проведя в клубе 12 лет. А Харпер, спустя 16 лет пребывания в команде, стал «первым номером» в 33 года.
В конце чемпионата Англии 2008/09 из-за того, что «сорок» покинула часть игроков, а другая часть была травмирована, руководство клуба думало поставить Харпера на позицию нападающего.
Но сыграть форварда Стивену не удалось.
В чемпионате Футбольной лиги 2009/10 Харпер провёл 45 игр, из которых 21 раз оставил свои ворота не «распечатаными» и вместе с командой, не проигравшей ни одного домашнего матча, вышел в Премьер-лигу. Харпер считает, что победа в Чемпионшипе занимает первое место в его карьере.
18 сентября 2010 года Стивен получил травму плеча в столкновении c Джермейном Бекфордом в первом тайме матча 5-го тура чемпионата Англии 2010/11, где «Эвертон» на домашней арене принимал «Ньюкасл Юнайтед». 23 сентября было объявлено, что Харпер перенёс операцию и вернётся через 3 месяца. Стивен вернулся к тренировкам в декабре 2010 года и впервые после травмы появился в заявке на матч с «Ливерпулем», который «сороки» обыграли со счётом 3:1,
но Стиви на поле не вышел. Это была первая игра для нового главного тренера «Ньюкасла» Алана Пардью. Харпер появился на поле уже в 2011 году: 2 января в матче против «Уиган Атлетик» Стивен отыграл весь матч и закрыл свои ворота на замок. Всего в сезоне 2010/11 он сыграл 18 игр, в шести отыграв «на ноль».

### «Халл Сити»
15 июля 2013 года Харпер на правах свободного агента перешёл в «Халл Сити», подписав однолетнее соглашение. 23 мая 2014 продлил контракт ещё на год.

### «Сандерленд»
22 января 2016 года Харпер подписал контракт с «Сандерлендом» до конца сезона 2015/16.

## Вне футбола
Харпер является судьёй Футбольной ассоциации Англии. Этот факт стал темой программы «Уважение к судьям» на британском телеканале Sky Sports News, в которой назначение футболиста, окончившего профессиональную карьеру, в качестве судьи обсуждалось как способ повысить уважение к судьям на футбольном поле. Харпер рассматривает возможность стать рефери после того, как он завершит карьеру футболиста.
Стивен имеет степень общественных наук великобританского Открытого университета, в котором он учился и в то же время играл за резерв «Ньюкасл Юнайтед». Харпер также любит читать и играть в гольф, иногда Стивен играет в него вместе с бывшим товарищем по команде Аланом Ширером.

## Достижения
«Ньюкасл Юнайтед»:
- Финалист Кубка Англии: 1999
- Чемпион Футбольной лиги Англии: 2009/10
- Обладатель Трофея Терезы Эрреры: 2010